# Paul Schneider (Maler)

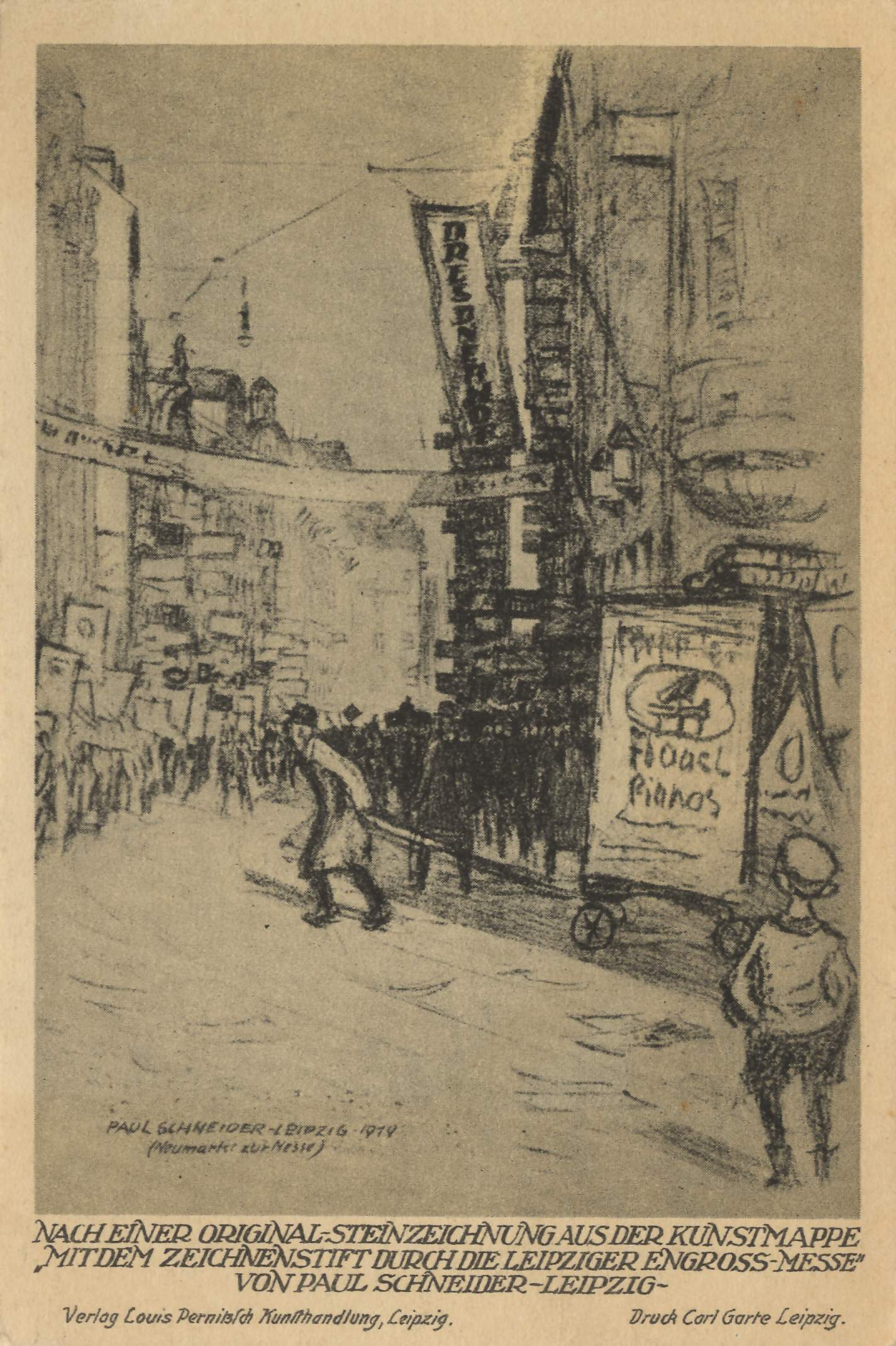
„Neumarkt während der Messe“ (abgedruckt auf einer Ansichtskarte)

E. Paul Schneider (* 6. März 1884 in Plauen, Vogtland; † um 1969) war ein deutscher Maler und Graphiker. Er war der letzte Hofmaler von Kaiser Wilhelm II. und dessen letzter Ehefrau Hermine.

## Leben
Paul Schneider verbrachte die meiste Zeit seines Lebens als Kunstmaler in Leipzig, wo er auch Bücher illustrierte und Umschläge gestaltete. Um 1969 verstarb er in der DDR und geriet in Vergessenheit, ein großer Teil seiner Bildersammlung war bei den Luftangriffen auf Leipzig 1943–1945 verloren gegangen.

### Berufliche Aktivitäten
1898–1902 besuchte er die Königliche Industrieschule seiner Heimatstadt. Anschließend war er zwei Jahre als Zeichner und Entwerfer bei der Firma Oskar Starke in Plauen tätig. Danach wechselte er 1904–1907 als Mustergraphiker in die Stickerei-Manufaktur Winterstein & Quaas nach Leipzig. 1908–1915 absolvierte Schneider ein Studium an der Königlichen Akademie für graphische Künste und Buchgewerbe zu Leipzig; er erhielt mehrere Auszeichnungen und wurde Hermine von Schoenaich-Carolath – der späteren Ehefrau Wilhelms – vorgestellt.
Nach dem Ersten Weltkrieg war er 1919–1921 als Lehrer für Lithographie an der Akademie für graphische Künste und Buchgewerbe zu Leipzig beschäftigt. Danach war Schneider als Freischaffender Künstler tätig und arbeitete auf Bestellung für den ehemaligen Kaiser und Hermine. Als Hofmaler hielt er auch nach dem Tod von Wilhelm 1941 im Haus Doorn in den Niederlanden Kontakt zur „Kaiserin“.
Ab 1940 war Schneider Gewerbestudienrat an der Berufsschule in Leipzig. Weiteres ist nicht bekannt.